# Campoplex nolae
Campoplex nolae är en stekelart som först beskrevs av William Harris Ashmead 1890.  Campoplex nolae ingår i släktet Campoplex och familjen brokparasitsteklar. Inga underarter finns listade.